# Вільний Степ
Ві́льний Степ — село в Україні, у Драбинівській сільській громаді Полтавського району Полтавської області. Населення становить 187 осіб.

## Географія
Село Вільний Степ знаходиться неподалік від витоків річки Кустолове, за 1,5 км від села Крута Балка.

## Історія
12 червня 2020 року, відповідно до розпорядження Кабінету Міністрів України № 721-р «Про визначення адміністративних центрів та затвердження територій територіальних громад Полтавської області», село увійшло до складу Драбинівської сільської громади[1].
19 липня 2020 року, в результаті адміністративно - територіальної реформи та ліквідації  Новосанжарського району, село увійшло до складу новоутвореного Полтавського району[2].

## Населення

### Мова
Розподіл населення за рідною мовою за даними перепису 2001 року:
| Мова       | Кількість | Відсоток |
| ---------- | --------- | -------- |
| українська | 182       | 97.33%   |
| російська  | 5         | 2.67%    |
| Усього     | 187       | 100%     |